# Torbjørn Heggem
Torbjørn Lysaker Heggem (Trondheim, 12 gennaio 1999) è un calciatore norvegese, difensore del Bologna e della nazionale norvegese.

## Carriera

### Club
Heggem è cresciuto nelle giovanili dell'Astor, per poi entrar a far parte di quelle del Rosenborg. Ha esordito nella prima squadra di quest'ultimo club in data 26 aprile 2018, nella Mesterfinalen: ha sostituito Jonathan Levi nella vittoria per 0-1 sul Lillestrøm. Non ha disputato alcuna altra partita nella prima squadra del Rosenborg in questa stagione.
Il 28 gennaio 2019 è stato ceduto al Ranheim con la formula del prestito. Ha quindi debuttato in Eliteserien in data 19 maggio, schierato titolare nella vittoria per 1-3 arrivata in casa del Sarpsborg 08. Al termine di quella stessa annata, il Ranheim è retrocesso in 1. divisjon. Il 9 gennaio 2020, il prestito di Heggem è stato rinnovato per un'ulteriore stagione.
Il 26 gennaio 2021, Heggem è stato tesserato dal Sandnes Ulf, a titolo definitivo. Ha giocato la prima partita con la nuova maglia il 15 maggio successivo, quando è stato schierato titolare nella sconfitta per 1-2 subita in casa contro lo Start. Il 14 agosto 2022 ha trovato il primo gol con questa squadra, nella partita persa per 3-2 sul campo del KFUM Oslo.
Il 22 dicembre 2022 è stato reso noto il passaggio di Heggem agli svedesi del Brommapojkarna. Ha quindi esordito in Allsvenskan in data 1º aprile 2023, subentrando ad Alexander Abrahamsson nella partita persa per 3-1 in casa del Djurgården. In quel campionato Heggem ha disputato 28 partite su 30, più entrambi gli incontri di spareggio che hanno fatto conseguire la salvezza dei rossoneri. Ha iniziato al Brommapojkarna anche la stagione 2024.
Il 4 luglio 2024, a fronte della firma di un contratto triennale, Heggem è diventato ufficialmente un giocatore del West Bromwich Albion, formazione della Football League Championship inglese.
Il 15 agosto 2025 viene ingaggiato a titolo definitivo dal Bologna, in Serie A.

### Nazionale
Il 1º ottobre 2024 viene convocato per la prima volta in nazionale maggiore, con cui ha esordito dodici giorni dopo nella sconfitta in Nations League contro l'Austria (5-1).

## Statistiche

### Presenze e reti nei club
Statistiche aggiornate al 15 agosto 2025.
| Stagione              | Club                  | Campionato            | Campionato | Campionato | Coppe nazionali | Coppe nazionali | Coppe nazionali | Coppe continentali | Coppe continentali | Coppe continentali | Supercoppe | Supercoppe | Supercoppe | Totale | Totale |
| Stagione              | Club                  | Comp                  | Pres       | Reti       | Comp            | Pres            | Reti            | Comp               | Pres               | Reti               | Comp       | Pres       | Reti       | Pres   | Reti   |
| --------------------- | --------------------- | --------------------- | ---------- | ---------- | --------------- | --------------- | --------------- | ------------------ | ------------------ | ------------------ | ---------- | ---------- | ---------- | ------ | ------ |
| 2018                  | Rosenborg             | ES                    | 0          | 0          | CN              | 0               | 0               | UEL                | 0                  | 0                  | SN         | 1          | 0          | 1      | 0      |
| 2019                  | Ranheim               | ES                    | 18         | 0          | CN              | 6               | 1               | -                  | -                  | -                  | -          | -          | -          | 24     | 1      |
| 2020                  | Ranheim               | 1D                    | 28+2       | 1          | -               | -               | -               | -                  | -                  | -                  | -          | -          | -          | 30     | 1      |
| Totale Ranheim        | Totale Ranheim        | Totale Ranheim        | 46+2       | 1          |                 | 6               | 1               |                    | -                  | -                  |            | -          | -          | 54     | 2      |
| 2021                  | Sandnes Ulf           | 1D                    | 30         | 0          | CN              | 5               | 0               | -                  | -                  | -                  | -          | -          | -          | 35     | 0      |
| 2022                  | Sandnes Ulf           | 1D                    | 30+1       | 1          | CN              | 3               | 0               | -                  | -                  | -                  | -          | -          | -          | 34     | 1      |
| Totale Sandnes Ulf    | Totale Sandnes Ulf    | Totale Sandnes Ulf    | 60+1       | 1          |                 | 8               | 0               |                    | -                  | -                  |            | -          | -          | 69     | 1      |
| 2023                  | Brommapojkarna        | A                     | 28+2       | 1          | CS              | 2               | 0               | -                  | -                  | -                  | -          | -          | -          | 32     | 1      |
| gen.-lug. 2024        | Brommapojkarna        | A                     | 12         | 1          | CS              | 4               | 0               | -                  | -                  | -                  | -          | -          | -          | 16     | 1      |
| Totale Brommapojkarna | Totale Brommapojkarna | Totale Brommapojkarna | 40+2       | 2          |                 | 6               | 0               |                    | -                  | -                  |            | -          | -          | 48     | 2      |
| 2024-2025             | West Bromwich         | FLC                   | 45         | 1          | FACup+CdL       | 0+0             | 0+0             | -                  | -                  | -                  | -          | -          | -          | 45     | 1      |
| lug.-ago. 2025        | West Bromwich         | FLC                   | 1          | 0          | FACup+CdL       | 0+0             | 0+0             | -                  | -                  | -                  | -          | -          | -          | 1      | 0      |
| Totale West Bromwich  | Totale West Bromwich  | Totale West Bromwich  | 46         | 1          |                 | 0               | 0               |                    | -                  | -                  |            | -          | -          | 46     | 1      |
| 2025-2026             | Bologna               | A                     | -          | -          | CI              | -               | -               | UEL                | -                  | -                  | SI         | -          | -          | -      | -      |
| Totale carriera       | Totale carriera       | Totale carriera       | 191+5      | 5          |                 | 20              | 1               |                    | -                  | -                  |            | 1          | 0          | 217    | 6      |

### Cronologia presenze e reti in nazionale
| Cronologia completa delle presenze e delle reti in nazionale ― Norvegia | Cronologia completa delle presenze e delle reti in nazionale ― Norvegia | Cronologia completa delle presenze e delle reti in nazionale ― Norvegia | Cronologia completa delle presenze e delle reti in nazionale ― Norvegia | Cronologia completa delle presenze e delle reti in nazionale ― Norvegia | Cronologia completa delle presenze e delle reti in nazionale ― Norvegia | Cronologia completa delle presenze e delle reti in nazionale ― Norvegia | Cronologia completa delle presenze e delle reti in nazionale ― Norvegia |
| Data                                                                    | Città                                                                   | In casa                                                                 | Risultato                                                               | Ospiti                                                                  | Competizione                                                            | Reti                                                                    | Note                                                                    |
| ----------------------------------------------------------------------- | ----------------------------------------------------------------------- | ----------------------------------------------------------------------- | ----------------------------------------------------------------------- | ----------------------------------------------------------------------- | ----------------------------------------------------------------------- | ----------------------------------------------------------------------- | ----------------------------------------------------------------------- |
| 13-10-2024                                                              | Linz                                                                    | Austria                                                                 | 5 – 1                                                                   | Norvegia                                                                | UEFA Nations League 2024-2025 - 1º turno                                | -                                                                       | 79’                                                                     |
| 14-11-2024                                                              | Lubiana                                                                 | Slovenia                                                                | 1 – 4                                                                   | Norvegia                                                                | UEFA Nations League 2024-2025 - 1º turno                                | -                                                                       | 19’ 87’                                                                 |
| 17-11-2024                                                              | Oslo                                                                    | Norvegia                                                                | 5 – 0                                                                   | Kazakistan                                                              | UEFA Nations League 2024-2025 - 1º turno                                | -                                                                       | 62’                                                                     |
| 22-3-2025                                                               | Chișinău                                                                | Moldavia                                                                | 0 – 5                                                                   | Norvegia                                                                | Qual. Mondiali 2026                                                     | -                                                                       | 37’                                                                     |
| 25-3-2025                                                               | Debrecen                                                                | Israele                                                                 | 2 – 4                                                                   | Norvegia                                                                | Qual. Mondiali 2026                                                     | -                                                                       | 31’                                                                     |
| 6-6-2025                                                                | Oslo                                                                    | Norvegia                                                                | 3 – 0                                                                   | Italia                                                                  | Qual. Mondiali 2026                                                     | -                                                                       | 71’                                                                     |
| 9-6-2025                                                                | Tallinn                                                                 | Estonia                                                                 | 0 – 1                                                                   | Norvegia                                                                | Qual. Mondiali 2026                                                     | -                                                                       |                                                                         |
| Totale                                                                  |                                                                         | Presenze                                                                | 7                                                                       |                                                                         | Reti                                                                    | 0                                                                       |                                                                         |